# Чемпионат Европы по дзюдо 1964
Чемпионат Европы по дзюдо 1964 года среди мужчин в индивидуальном зачёте стал 13-м по счету европейским чемпионатом по дзюдо и проходил в Восточном Берлине 25–26 апреля. Чемпионат проводился в трех отдельных категориях: среди юниоров (3 соревнования), любительские (4 соревнования), профессиональные (4 соревнования). Как и прежде, более одного представителя национальной сборной было допущено к участию в каждом турнире. Командный чемпионат Европы по дзюдо 1964 года прошёл там же 18 мая. Советские дзюдоисты стали победителями этого чемпионата.

## Общий медальный зачёт
Комментарий к таблице: медальный зачёт представлен без учёта результатов соревнований среди юниоров и командных соревнований.
| Место | Страна         | Золото | Серебро | Бронза | Всего |
| ----- | -------------- | ------ | ------- | ------ | ----- |
| 1     | СССР           | 3      | 2       | 0      | 5     |
| 2     | Нидерланды     | 2      | 3       | 2      | 7     |
| 3     | Франция        | 2      | 2       | 5      | 9     |
| 4     | ГДР            | 1      | 0       | 4      | 5     |
| 5     | Австрия        | 0      | 1       | 0      | 1     |
| 6     | Великобритания | 0      | 0       | 4      | 4     |
| 7     | Швейцария      | 0      | 0       | 1      | 1     |
|       | Всего          | 8      | 8       | 16     | 32    |

## Медалисты

### Юниоры
| Весовая категория | Золото         | Серебро           | Бронза             |
| ----------------- | -------------- | ----------------- | ------------------ |
| До 68 кг          | Жак Танги      | Тино Хогендейк    | Каканович Надаш    |
| До 80 кг          | Брайан Джэкс   | Радек Ванятко     | Вольф Филипп Боден |
| Свыше 80 кг       | Патрик Рычкофф | Матьяш Смольникар | Кнох Мартин Сегерс |

### Любители
| Весовая категория    | Золото              | Серебро            | Бронза                            |
| -------------------- | ------------------- | ------------------ | --------------------------------- |
| До 68 кг             | Андре Бурро         | Антон Линскенс     | Гюнтер Виснер Эрик Хенни          |
| До 80 кг             | Анатолий Бондаренко | Илья Ципурский     | Ян Снейдерс Отто Смират           |
| Свыше 80 кг          | Херберт Ниман       | Парнаоз Чиквиладзе | Жан-Клод Брондани Тони Макконнелл |
| Абсолютная категория | Анзор Кикнадзе      | Жан-Пьер Дессайи   | Альфонс Лемуан Хельмут Ховиллер   |

### Профессионалы
| Весовая категория    | Золото           | Серебро         | Бронза                          |
| -------------------- | ---------------- | --------------- | ------------------------------- |
| До 68 кг             | Арон Боголюбов   | Карл Райзингер  | Мишель Лестюржен Брайан Джэкс   |
| До 80 кг             | Лионель Гроссейн | Жак Норис       | Петер Снейдерс Джордж Керр      |
| Свыше 80 кг          | Антон Гесинк     | Йохан Шеффер    | Марсель Ленорман Энтони Суини   |
| Абсолютная категория | Антон Гесинк     | Мартин Поглайен | Мишель Франсески Франк Гоншорек |

## Командный чемпионат
| Event   | Золото                                                                                                   | Серебро                                                                                  | Бронза |
| ------- | --- | ---------------------------------------------------------------------------------------- | --- |
| Команда | СССР: Арон Боголюбов Анатолий Бондаренко Парнаоз Чиквиладзе Альфред Каращук Анзор Кикнадзе Олег Степанов | Нидерландов: Кос Бонте Антон Гесинк Manfred Kuypers Jaap Mackay Виллем Рюска Ян Снейдерс | Франции: Michel Bourgoin Андре Бурро Лионель Гроссейн Жак ле Берр Michel Lesturgeon Mathieu Vallauri ГДР: Manfred Birkholz Хельмут Ховиллер Херберт Ниман Отто Смират Гюнтер Виснер Эрих Цильке |